# 月桂属
月桂属，学名 Laurus，樟科常绿小乔木，包括三个种：
1. Laurus azorica，原产地亚速尔群岛及西班牙北部；
2. Laurus novocanariensis，原产地马德拉、加纳利群岛及摩洛哥；
3. 月桂 Laurus nobilis，原产地地中海沿岸及近东。